# 113
113 — невисокосний рік, що почався в неділю за григоріанським календарем.
Римська імперія •  Парфянське царство •  Кушанське царство •  Східна Хань •  Сармати

## Геополітична ситуація
Римську імперію очолює імператор Траян (до 117). Імперія займає Апеннінський, Піренейський та Балканський півострови, Галлію, частину Британії, Близький Схід, Північну Африку включно з Єгиптом.
Наймогутніша держава центральної Азії — Парфянське царство. Наймогутніша держава Індостану — Кушанське царство. Династія Хань править у Китаї. Корейський півострів ділять між собою Три корейські держави.
Триває докласичний період цивілізації мая.
На території майбутньої України, в степах Причорномор'я, мешкають сармати, північніше — племена Черняхівської культури.

## Події

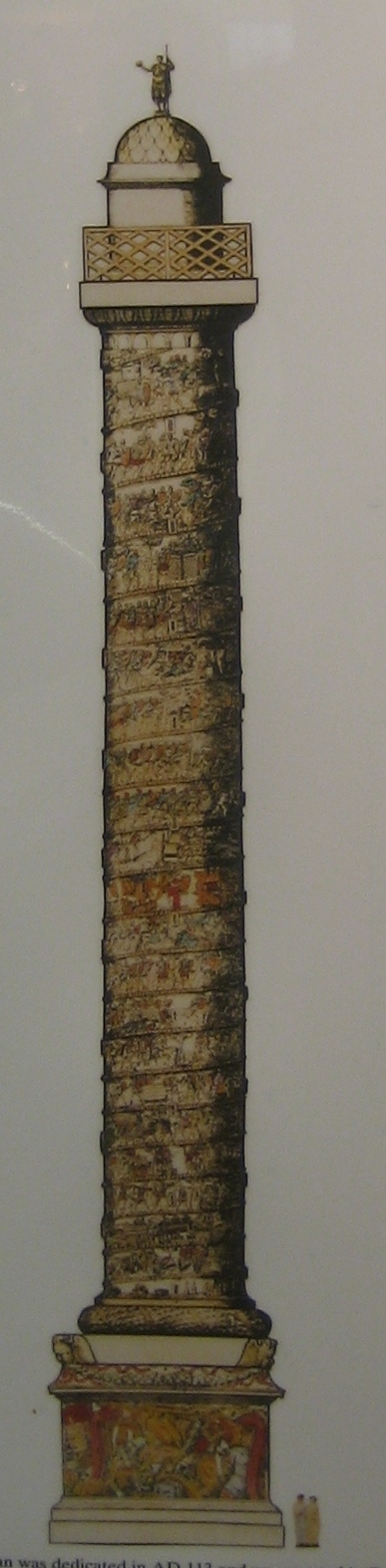
Колона Траяна

- Римськими консулами були Луцій Публілій Цельс та Гай Клодій Кріспін.
- 12 травня завершено спорудження Колони Траяна в місті Римі[1].
- Парфянський володар Хосрой змістив римського ставленика у Вірменії Ашхадара. Римський імператор Траян вирушив на Схід, щоб відновити порядок.

## Народились
Дивись також Категорія:Народились 113

## Померли
Дивись також Категорія:Померли 113
- 18 вересня — Пліній Молодший[2]
- Ашхадар (Шидар) — цар Великої Вірменії з династії Аршакідів у 110—113 роках.